# 血手印
《血手印》，越剧古装剧。1956年改编自男班剧目《林招得卖水》。

## 故事情节
富绅之女王千金爱慕林招得，并赠金于家道中落的林招得，岂料赠金被张培赞劫走，送金的丫鬟雪春也被其杀害。林招得被诬为凶手，被判斩刑。后包拯重审此案，沉冤得雪，王林得团圆。

## 演出
1957年，该剧由合作越剧团演出，戚雅仙饰王千金。该剧为戚派代表作之一。